# Sóstenes

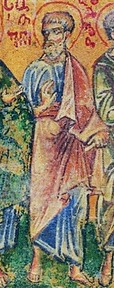
Sóstenes

Sóstenes (en griego: Σωσθένης, Sōsthénēs, «seguro en la fuerza») fue el principal dirigente de la sinagoga de la Corinto, quien, según los Hechos de los Apóstoles fue apresado y golpeado por la turba en presencia de Galio, el gobernador romano, cuando Galio se negó a proceder contra Pablo a instigación de los judíos (Hechos 18: 12-17). No constan los motivos de este asalto contra Sóstenes. Algunos manuscritos insertan que la turba estaba compuesta por «griegos»; en otros se lee «judíos».
Algunos historiadores identifican a este Sóstenes con un compañero de Pablo Apóstol llamado «Sóstenes nuestro hermano» (Σωσθένης ὁ ἀδελφός, Sōsthénēs ho adelphós, literalmente «Sóstenes “”el“” hermano»), converso a la fe cristiana y coautor de la Primera Epístola a los Corintios (1: 1-2). No está claro si esta identificación es defendible.  Según el teólogo protestante Heinrich Meyer, «Teodoreto de Ciro y la mayoría de los comentaristas, incluidos Flatt, Billroth, Ewald, Maier [y] Hofmann, identifican a Sóstenes con la persona así nombrada en Hechos 18:17, pero esto es negado por Michaelis, Pott, Rückert y de Wette».  El nombre era común.
También se ha sugerido que Sóstenes es un nombre posterior de Crispo, que se menciona en Hechos 18:8 y 1 Corintios 1:14, pero James Strong y John McClintock dicen que esto «es arbitrario y carece de fundamento».
Tradicionalmente figura entre los Setenta discípulos de 10:1.